# 听泉赏宝
听泉赏宝 (曾用网名听泉鉴宝)，本名丁祥栩，中国大陆网络主播，主要在抖音平台上通过视频连线的方式进行古董鉴赏，截止2025年3月，听泉赏宝的粉丝已超过3700万。

## 历史
2023年下半年，丁祥栩开始鉴宝直播，主要鉴定古代钱币。
2024年在网络上走红，同年10月，听泉鉴宝更名为听泉赏宝，同月，听泉赏宝APP上线。

## 争议

### 学历争议
丁祥栩的抖音账号学校信息一栏曾显示北京大学，但记者翻阅相关年份的北京大学官网院友名录时，未发现丁祥栩的姓名。其本人曾在直播中回应称“互联网很多身份都是网友给的”、“这个不重要”。2024年10月，账号的学校信息由“北京大学”改为了“女子中学”，10月15日，丁祥栩发视频正式回应学历争议，称账号中的学历信息是注册之初填写，自己从未伪造过北京大学的证书，从未使用北京大学的标签进行营销宣传。

## 相关事件
2024年9月，一网友在连线“听泉鉴宝”时，展示了一把战国时期的“巴剑”。被“听泉鉴宝”鉴定为真品，该网友自称是“从博物馆拿出来的”，遂引发争议。重庆市奉节县夔州博物馆回应称，自身馆藏中确有“巴剑”，但肯定是不能随便拿出去的。同年10月，奉节县文旅局向媒体透露称，该网友已被奉节警方找到，正在接受调查。